# Phyllopetalia altarensis
Phyllopetalia altarensis là một loài chuồn chuồn ngô thuộc họ Austropetaliidae. Nó là loài đặc hữu của Chile. Các môi trường sống tự nhiên của chúng là sông và suối nước ngọt. Nó bị đe dọa do mất môi trường sống.